# Tom Lysiak

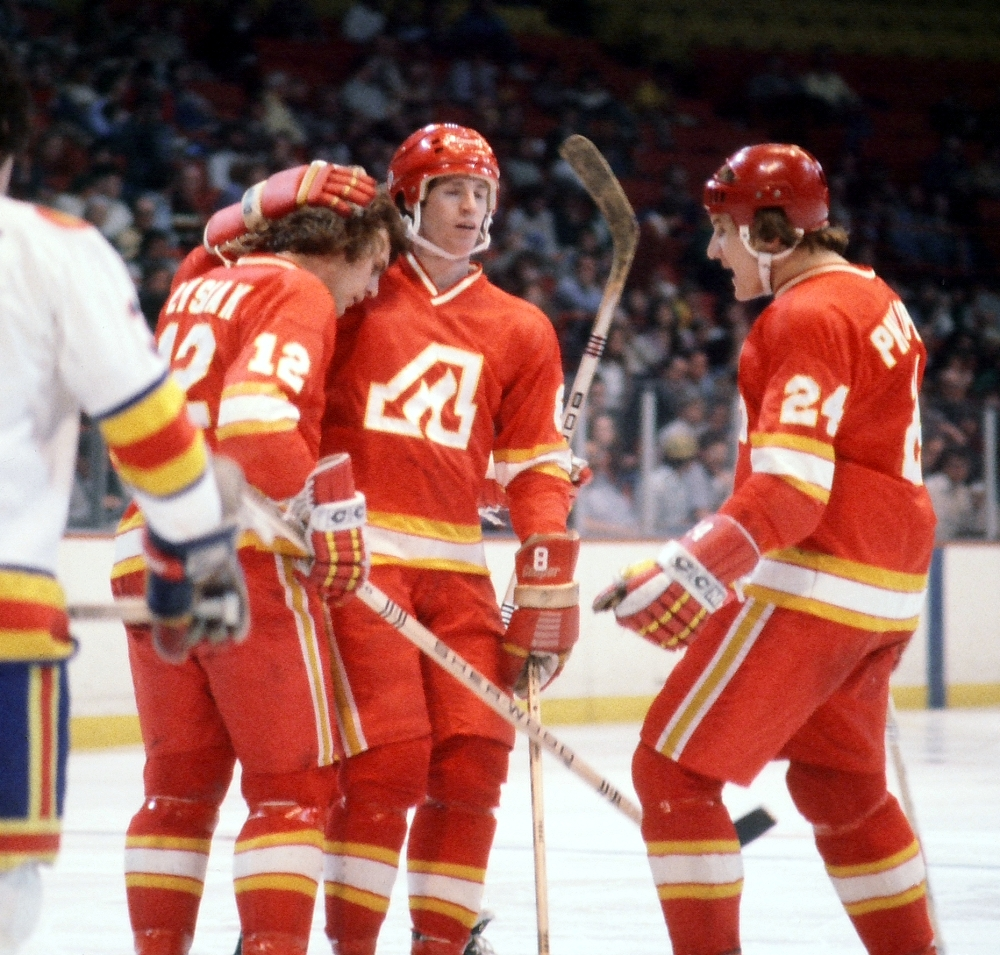
Tom Lysiak med tröjnumret #12, år 1978

Thomas James "Tom" Lysiak, född 22 april 1953 i High Prairie i Alberta, död 30 maj 2016 i Roswell i Georgia, var en kanadensisk professionell ishockeyspelare som tillbringade 13 säsonger i den nordamerikanska ishockeyligan National Hockey League (NHL), där han spelade för ishockeyorganisationerna Atlanta Flames och Chicago Black Hawks. Han producerade 843 poäng (292 mål och 551 assists) samt drog på sig 567 utvisningsminuter på 919 grundspelsmatcher. Lysiak spelade också på lägre nivå för Medicine Hat Tigers i Western Canada Hockey League (WCHL). Där han 30 december 1971 satte ett fortfarande gällande WCHL rekord, 10 poäng i en match, 4 mål, 6 assist.
Han draftades i första rundan i 1973 års draft av Flames som andra spelare totalt.
Lysiaks dotter, Jessica, är gift med ishockeyspelaren Justin Braun.
Den 30 maj 2016 avled han av leukemi.

## Statistik
| 1970–1971   | Medicine Hat Tigers | WCHL        | 60  | 14  | 16  | 30  | 112 | —  | —  | —  | —  | —  |
| 1971–1972   | Medicine Hat Tigers | WCHL        | 68  | 46  | 97  | 143 | 96  | 7  | 7  | 5  | 12 | 18 |
| 1972–1973   | Medicine Hat Tigers | WCHL        | 67  | 58  | 96  | 154 | 104 | 17 | 12 | 27 | 39 | 48 |
| 1973–1974   | Atlanta Flames      | NHL         | 77  | 19  | 45  | 64  | 54  | 4  | 0  | 2  | 2  | 0  |
| 1974–1975   | Atlanta Flames      | NHL         | 77  | 25  | 52  | 77  | 73  | —  | —  | —  | —  | —  |
| 1975–1976   | Atlanta Flames      | NHL         | 80  | 31  | 51  | 82  | 60  | 2  | 0  | 0  | 0  | 2  |
| 1976–1977   | Atlanta Flames      | NHL         | 79  | 30  | 51  | 81  | 52  | 3  | 1  | 3  | 4  | 8  |
| 1977–1978   | Atlanta Flames      | NHL         | 80  | 27  | 42  | 69  | 54  | 2  | 1  | 0  | 1  | 2  |
| 1978–1979   | Atlanta Flames      | NHL         | 52  | 23  | 35  | 58  | 36  | —  | —  | —  | —  | —  |
|             | Chicago Black Hawks | NHL         | 14  | 0   | 10  | 10  | 14  | 4  | 0  | 0  | 0  | 2  |
| 1979–1980   | Chicago Black Hawks | NHL         | 77  | 26  | 43  | 69  | 31  | 7  | 4  | 4  | 8  | 0  |
| 1980–1981   | Chicago Black Hawks | NHL         | 72  | 21  | 55  | 76  | 20  | 3  | 0  | 3  | 3  | 0  |
| 1981–1982   | Chicago Black Hawks | NHL         | 71  | 32  | 50  | 82  | 84  | 15 | 6  | 9  | 15 | 13 |
| 1982–1983   | Chicago Black Hawks | NHL         | 61  | 23  | 38  | 61  | 27  | 13 | 6  | 7  | 13 | 8  |
| 1983–1984   | Chicago Black Hawks | NHL         | 54  | 17  | 30  | 47  | 35  | 5  | 1  | 1  | 2  | 2  |
| 1984–1985   | Chicago Black Hawks | NHL         | 74  | 16  | 30  | 46  | 13  | 15 | 4  | 8  | 12 | 10 |
| 1985–1986   | Chicago Black Hawks | NHL         | 51  | 2   | 19  | 21  | 14  | 3  | 2  | 1  | 3  | 2  |
| NHL totalt  | NHL totalt          | NHL totalt  | 919 | 292 | 551 | 843 | 567 | 76 | 25 | 38 | 63 | 49 |
| WCHL totalt | WCHL totalt         | WCHL totalt | 195 | 118 | 209 | 327 | 312 | 24 | 19 | 32 | 51 | 66 |